# T-Shirt (piosenka Migos)
„T-Shirt” – piosenka amerykańskiej grupy hip hopowej Migos. Jest to drugi singel ich drugiego albumu studyjnego Culture (2017). Piosenka została wyprodukowana przez amerykański duet producentów Nard & B, wraz z producentem TrenchWerk XL. Piosenka zadebiutowała w pierwszej dwudziestce amerykańskiej listy Billboard Hot 100 i uzyskała ponad 315 milionów wyświetleń na YouTube i 392 milionów odtworzeń na Spotify do marca 2021 roku.

## Pozycje na listach

### Pozycje pod koniec tygodnia
| Lista (2017)                          | Pozycja |
| ------------------------------------- | ------- |
| Kanada (Canadian Hot 100)             | 16      |
| Francja (SNEP)                        | 127     |
| Nowa Zelandia Heatseekers (RMNZ)      | 5       |
| Portugalia (AFP)                      | 99      |
| Szwajcaria (Schweizer Hitparade)      | 53      |
| UK Singles (OCC)                      | 82      |
| UK R&B (OCC)                          | 12      |
| USA Billboard Hot 100                 | 19      |
| USA Hot R&B/Hip-Hop Songs (Billboard) | 11      |
| USA Rhythmic (Billboard)              | 20      |

### Pozycje pod koniec roku
| Lista(2017)                           | Pozycja |
| ------------------------------------- | ------- |
| Kanada (Canadian Hot 100)             | 78      |
| USA Billboard Hot 100                 | 52      |
| USA Hot R&B/Hip-Hop Songs (Billboard) | 25      |

## Certyfikaty
| Kraj           | Certyfikat | Ilość sprzedanych egzemplarzy |
| -------------- | ---------- | ----------------------------- |
| Francja (SNEP) | Złoto      | 75,000                        |
| UK (BPI)       | Srebro     | 200,000                       |
| USA (RIAA)     | 2× Platyna | 2,000,000                     |